# Gabriele Metzger

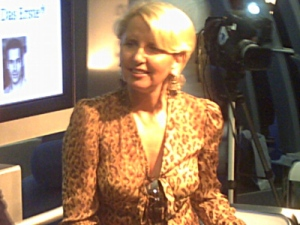
Gabriele Metzger

Gabriele Metzger (* 9. Oktober 1959 in Heidelberg) ist eine deutsche Schauspielerin.

## Leben
Nach dem Abitur am Adolf-Reichwein-Gymnasium in Heusenstamm belegte sie von 1978 bis 1985 ein Studium der Theaterwissenschaften, welches sie 1990 mit einer Promotion zum Doktor der Theaterwissenschaften abschloss. Es folgte noch privater Schauspiel-, Tanz- und Gesangsunterricht und schließlich eine Anstellung als Regieassistentin am Schauspiel Frankfurt. Von 1980 bis 1990 spielte sie am Schauspiel Frankfurt „Brecht-Revue“ und „Die Blume von Nagasaki“, am Fritz Rémond Theater Frankfurt „Die lange Nacht der Detektive“ und in der Alten Oper Frankfurt „Der gelbe Klang“.
Journalistische Praxis erwarb sie sich bei der Frankfurter Rundschau. Ihr Ziel war es ursprünglich, Regisseurin zu werden. Seit 1989 war sie Moderatorin und Ansagerin in der ARD, unter anderem war sie dort als Lotto-Fee tätig. 1990 fand sie dann Gefallen am Fernsehen. Seit Januar 1995 war Gabriele Metzger durchgängig in ihrer Rolle als Charlotte „Charlie“ Schneider, bei Verbotene Liebe bis zur Einstellung der Serie im Juni 2015 zu sehen. Damit war sie die „Dienstälteste“ der Serie und als einzige Darstellerin von der ersten Folge bis zur letzten Folge im Hauptcast der Serie vertreten. Von November 2020 bis Januar 2021 war sie in Verbotene Liebe – Next Generation, der Streaming-Neuauflage und Fortsetzung von Verbotene Liebe auf TVNOW, in selbiger Rolle wieder zu sehen.
Sie lebt in Köln.

## Filmografie
- 1994: Der Havelkaiser (Fernsehserie, 1 Folge)
- 1994: Elbflorenz (Fernsehserie, 1 Folge)
- 1995–2015: Verbotene Liebe (Fernsehserie)
- 1995: Tatort: Mordnacht (Fernsehreihe)
- 1995: Der Clan der Anna Voss
- 1995: Mutter mit 18
- 1996: Sylter Geschichten (Fernsehserie, 2 Folgen)
- 1997–2002: Ein Fall für zwei (Fernsehserie, 2 Folgen, verschiedene Rollen)
- 1997–1999: Alphateam – Die Lebensretter im OP (Fernsehserie, 6 Folgen)
- 1999: Dr. Sommerfeld – Neues vom Bülowbogen (Fernsehserie, 1 Folge)
- 2000: Auf eigene Gefahr (Fernsehserie, 1 Folge)
- 2005–2007: Verliebt in Berlin (Fernsehserie, 218 Folgen)
- 2008: Herzog (Fernsehserie, 1 Folge)
- 2020–2021: Verbotene Liebe – Next Generation (Fernsehserie, 8 Folgen)